# Сильтанен, Матиас
Матиас Сильтанен (фин. Matias Siltanen; родился 29 марта 2007, Куопио, Финляндия) — финский футболист, полузащитник шведского клуба «Юргорден».

## Клубная карьера
Матиас Сильтанен родился в городе Куопио и начинал заниматься футболом в местном клубе КуПС. 19 июня 2022 года дебютировал во взрослом футболе, сыграв за фарм-клуб КуПС II в матче 4-го по силе финского дивизиона. 6 апреля 2024 года дебютировал в чемпионате Финляндии за основную команду клуба, выйдя в стартовом составе на матч против ХИКа. Летом 2024 года стало известно об интересе к Сильтанену со стороны таких клубов, как «Ювентус», «Интернационале» и «Манчестер Сити».
23 января 2025 года Матиас присоединился к шведскому клубу «Юргорден», подписав контракт на 3 года.

## Карьера в сборной
Выступал за сборные Финляндии до 15, до 16, до 17 и до 19 лет.

## Достижения
КуПС
- Чемпион Финляндии: 2024
- Обладатель Кубка Финляндии: 2024